# Leo Kurauzvione
Leo Kurauzvione (Salisbury, 5 dicembre 1981) è un ex calciatore zimbabwese, di ruolo centrocampista.